# Jesús Trindade
Jesús Trindade (Salto, Uruguay, 10 de julio de 1993) es un futbolista uruguayo que juega de centrocampista en el Club Atlético Peñarol de la Primera División de Uruguay

## Estadísticas

### Clubes
Actualizado al último partido disputado el 19 de junio de 2025.
| Club          | País          | Año             | Part. | Goles | Asist. | Prom. G+A |
| ------------- | ------------- | --------------- | ----- | ----- | ------ | --------- |
| Racing        | Uruguay       | 2012 - 2018     | 152   | 7     | 7      | 0.09      |
| Peñarol       | Uruguay       | 2019 - 2021     | 121   | 5     | 10     | 0.12      |
| Pachuca       | México        | 2022            | 14    | 0     | 0      | 0         |
| Coritiba      | Brasil        | 2022 - 2023     | 32    | 0     | 1      | 0.03      |
| Barcelona     | Ecuador       | 2023 - 2025     | 61    | 2     | 4      | 0.10      |
| Peñarol       | Uruguay       | 2025 - Presente | 3     | 0     | 0      | 0         |
| Total carrera | Total carrera | Total carrera   | 383   | 14    | 23     | 0.10      |

## Palmarés

### Títulos nacionales
| Título                      | Club          | País    | Año  |
| --------------------------- | ------------- | ------- | ---- |
| Torneo Apertura             | C. A. Peñarol | Uruguay | 2019 |
| Torneo Clausura             | C. A. Peñarol | Uruguay | 2021 |
| Primera División de Uruguay | C. A. Peñarol | Uruguay | 2021 |

## Curiosidades
Su abuelo es Alcir Trindade, hermano de Liber Walter Trindade famoso relator de fútbol, conocido como "La voz fútbol del Litoral", quien tiene un hijo que se llama Liber Jesús Trindade, quien también nació en Salto, en el año 1971.